# Bjørn Dæhlie
Bjørn Erlend Dæhlie (Elverum, 19 de junio de 1967) es un ex-deportista noruego que compitió en esquí de fondo. 
Participó en tres Juegos Olímpicos de Invierno, obteniendo en total 12 medallas: cuatro en Albertville 1992, oro en 15 km persecución, 50 km y el relevo y plata en 30 km, cuatro en Lillehammer 1994, oro en 10 km, 15 km persecución y 30 km y plata en el relevo, y cuatro en Nagano 1998, oro en 10 km, 50 km y el relevo y plata en 15 km persecución.
Ganó 17 medallas en el Campeonato Mundial de Esquí Nórdico entre los años 1991 y 1999.
Después de retirarse de la competiciones deportivas, Dæhlie se ha convertido en un exitoso hombre de negocios en el sector inmobiliario y de la moda. Sus inversiones inmobiliarias le han reportado una fortuna de más de 500 millones de coronas.

## Primeros años y carrera
Nacido en Elverum (Noruega), Dæhlie se trasladó más tarde a Nannestad, donde se estableció. Dæhlie atribuye gran parte de su éxito deportivo a su educación, en la que practicó la caza, la pesca, el senderismo, el kayak, el fútbol y, por supuesto, el esquí desde una edad muy temprana. Durante gran parte de su infancia, Dæhlie quiso ser futbolista, pero después de que un entrenador le animara, probó el esquí nórdico. Dæhlie no tuvo un éxito inmediato como corredor junior, pero mejoró constantemente y finalmente se clasificó para las competiciones de la Copa del Mundo de la FIS.
En 2018 afirmó que su familia procede de Alvdal; la afirmación la hizo mientras respondía al público durante una reunión previa a obtener la recomendación municipal con respecto a la construcción de lo que los medios de comunicación llaman "su tienda Coop", una tienda de la cadena Coop.

## Carrera deportiva
Dæhlie formó parte por primera vez del equipo noruego de esquí para los Juegos Olímpicos de Invierno de 1988 en Calgary (Canadá). Sin embargo, no participó en ninguna carrera y estaba allí para aprender de esquiadores más veteranos. Más tarde afirmó que estos Juegos Olímpicos fueron el punto de inflexión para el esquí noruego antes de su siguiente periodo de éxitos. Debutó en la Copa del Mundo en enero de 1989, terminando 11.º en 15 km estilo libre en Kavgolovo. En diciembre del mismo año, ganó su primera carrera de la Copa del Mundo. Acabó primero en los 15 km estilo libre, la primera carrera de la Copa del Mundo de la temporada.
En los Campeonatos del Mundo de Esquí Nórdico de la FIS de 1991, celebrados en Val di Fiemme, Dæhlie ganó su primera medalla de oro en un Campeonato del Mundo. Venció a la leyenda del esquí Gunde Svan en los 15 km estilo libre. La medalla fue inesperada, ya que Dæhlie era joven y aún desconocido. Fue la primera medalla de oro individual masculina de Noruega en los Campeonatos del Mundo desde que Oddvar Brå ganara el oro en la misma prueba en Oslo en 1982. Dæhlie también esquió el último tramo del equipo ganador de relevos de 4 × 10 km.
En 1992 comenzó el periodo de dominio de Dæhlie. Ganó la general de la Copa del Mundo por primera vez, una hazaña que lograría cinco veces más en los siete años siguientes. En Albertville, Dæhlie ganó sus primeras medallas olímpicas. Ganó el oro en persecución 10/15 km estilo libre, 50 km estilo libre y formó parte del equipo ganador del relevo 4 × 10 km. Ganó una plata en 30 km estilo clásico. Dæhlie también terminó cuarto en los 10 km estilo libre, donde su compañero de equipo Vegard Ulvang ganó el oro. Dæhlie completó la cuarta etapa del relevo y cruzó la línea de meta de espaldas, habiendo ganado por un margen de más de un minuto y medio. Dæhlie y Ulvang completaron una limpia barrida de medallas de oro en esquí de fondo, ganando cada uno tres oros y una plata. Dæhlie recibió el Premio Olímpico Fearnley por su actuación, un galardón que se concede al atleta noruego con mejor rendimiento en los Juegos Olímpicos.
En los Juegos Olímpicos de Invierno de 1994, celebrados en Lillehammer (Noruega), Dæhlie ganó la medalla de oro en los 10 km estilo clásico y en los 15 km persecución estilo libre. Ganó la plata en los 30 km estilo libre, donde fue batido por Thomas Alsgaard. El relevo 4 × 10 km fue una carrera muy reñida entre Noruega e Italia. Los italianos ganaron el oro después de que Silvio Fauner batiera a Dæhlie en el sprint de la última etapa. En años posteriores, Thomas Alsgaard se hizo cargo de la cuarta etapa en el equipo de relevos noruego y Dæhlie esquió la tercera, ya que Alsgaard era mejor velocista.
Los Campeonatos del Mundo de Esquí de 1997 fueron los más exitosos para Dæhlie. Ante su público, en Trondheim, ganó una medalla en cada prueba: oro en la clásica de 10 km, en la persecución combinada de 10+15 km y en el relevo 4 × 10 km. Además, ganó una plata en los 30 km libres y un bronce en los 50 km clásicos. Dæhlie declaró que los campeonatos fueron como "Lillehammer otra vez" y que "para mí es muy especial competir en Noruega".
Dæhlie ganó tres oros y una plata en sus últimos Juegos Olímpicos de Nagano. Ganó los 10 km estilo clásico, los 50 km estilo libre y el relevo de esquí 4 × 10 km. En los 15 km estilo libre persecución, obtuvo una medalla de plata al ser batido por Thomas Alsgaard en el sprint. Dæhlie ganó los 50 km estilo libre por delante de Niklas Jonsson por sólo ocho segundos. Ambos esquiadores se derrumbaron en la línea de meta, tras haberlo dado todo en pos de la victoria. Dæhlie describió la carrera como la más dura de su vida. Dæhlie también entabló una amistad duradera con Phillip Boit, el esquiador keniano. Dæhlie esperó a Boit en la línea de meta durante 20 minutos después de la carrera de 10 km, diciendo que Boit se merecía ánimos. Philip llegó a llamar a uno de sus hijos Dæhlie Boit.
Dæhlie planeaba competir en los Juegos Olímpicos de Invierno de 2002 en Salt Lake City, pero un accidente de esquí sobre patines en agosto de 1999 le impidió participar. La lesión de espalda que sufrió le impidió añadir más medallas a su colección. Se retiró del deporte en marzo de 2001, tras haber intentado una extensa rehabilitación y cirugía para volver. Su decisión de retirarse conmocionó a  Noruega, donde Dæhlie era idolatrado por su gran palmarés.
Los ocho títulos olímpicos de Dæhlie son un récord para los Juegos Olímpicos de Invierno, al igual que su total de 12 medallas olímpicas (también ganó cuatro medallas de plata) que acumuló en tres Olimpiadas (Albertville, Lillehammer y Nagano). Además de sus logros en los Juegos Olímpicos, cosechó grandes éxitos en los Campeonatos del Mundo, donde ganó 17 medallas, nueve de ellas de oro. Tuvo especial éxito en los Campeonatos del Mundo de Trondheim 1997, donde ganó medallas en las cinco pruebas. A pesar de su inesperado abandono prematuro del deporte, Dæhlie está considerado por muchos como uno de los mejores atletas olímpicos de invierno de todos los tiempos. En su ilustre carrera, Dæhlie nunca ganó una carrera en el festival de esquí de Holmenkollen, pero aun así fue galardonado con la medalla de Holmenkollen en 1997 (compartida con Bjarte Engen Vik y Stefania Belmondo).
También apoya a organizaciones sin ánimo de lucro que trabajan por causas como la esclerosis múltiple. En 2009, Dæhlie compitió en la Birkebeiner estadounidense para recaudar fondos para la esclerosis múltiple. Dæhlie compitió en la carrera clásica, de 54 km, y terminó segundo en una foto finish.
En 2011, Dæhlie ganó la prueba de descenso en los Campeonatos del Mundo de Kicksled en Hurdal. También en 2011, Dæhlie anunció su regreso, declarando su intención de participar en carreras de larga distancia como Marcialonga y Vasaloppet
Dæhlie también participó en carreras de larga distancia en su juventud, representando a Ullensaker/Kisa IL. En 1987 participó en el encuentro nórdico juvenil entre Dinamarca/Islandia, Finlandia y Suecia.

## Palmarés internacional

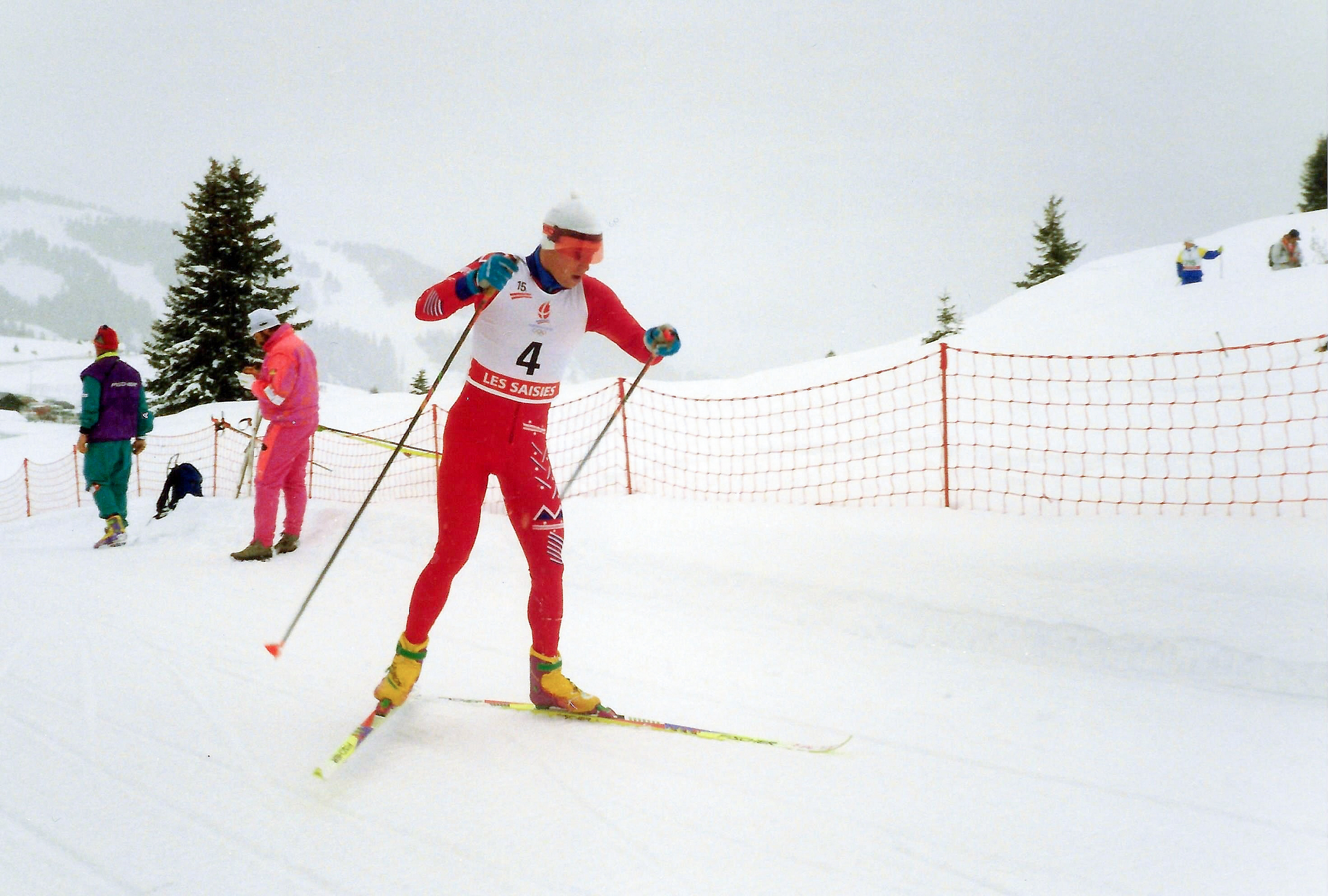
Bjørn Dæhlie durante la prueba de persecución masculina de los Juegos Olímpicos de Invierno de Albertville, el 15 de febrero de 1992.

| Juegos Olímpicos   | Juegos Olímpicos       | Juegos Olímpicos  | Juegos Olímpicos            |
| Año                | Lugar                  | Medalla           | Prueba                      |
| ------------------ | ---------------------- | ----------------- | --------------------------- |
| 1992               | Albertville (Francia)  | Medalla de oro    | 15 km persecución           |
| 1992               | Albertville (Francia)  | Medalla de oro    | 50 km                       |
| 1992               | Albertville (Francia)  | Medalla de oro    | Relevo 4 × 10 km            |
| 1992               | Albertville (Francia)  | Medalla de plata  | 30 km                       |
| 1994               | Lillehammer (Noruega)  | Medalla de oro    | 10 km                       |
| 1994               | Lillehammer (Noruega)  | Medalla de oro    | 15 km persecución           |
| 1994               | Lillehammer (Noruega)  | Medalla de plata  | 30 km                       |
| 1994               | Lillehammer (Noruega)  | Medalla de plata  | Relevo 4 × 10 km            |
| 1998               | Nagano (Japón)         | Medalla de oro    | 10 km                       |
| 1998               | Nagano (Japón)         | Medalla de oro    | 50 km                       |
| 1998               | Nagano (Japón)         | Medalla de oro    | Relevo 4 × 10 km            |
| 1998               | Nagano (Japón)         | Medalla de plata  | 15 km persecución           |
| Campeonato Mundial |                        |                   |                             |
| Año                | Lugar                  | Medalla           | Prueba                      |
| 1991               | Val di Fiemme (Italia) | Medalla de oro    | 15 km                       |
| 1991               | Val di Fiemme (Italia) | Medalla de oro    | Relevo 4 × 10 km            |
| 1993               | Falun (Suecia)         | Medalla de oro    | 12,5 km+12,5 km persecución |
| 1993               | Falun (Suecia)         | Medalla de oro    | 30 km                       |
| 1993               | Falun (Suecia)         | Medalla de oro    | Relevo 4 × 10 km            |
| 1993               | Falun (Suecia)         | Medalla de bronce | 50 km                       |
| 1995               | Thunder Bay (Canadá)   | Medalla de oro    | Relevo 4 × 10 km            |
| 1995               | Thunder Bay (Canadá)   | Medalla de plata  | 10 km                       |
| 1995               | Thunder Bay (Canadá)   | Medalla de plata  | 30 km                       |
| 1995               | Thunder Bay (Canadá)   | Medalla de plata  | 50 km                       |
| 1997               | Trondheim (Noruega)    | Medalla de oro    | 10 km                       |
| 1997               | Trondheim (Noruega)    | Medalla de oro    | 15 km persecución           |
| 1997               | Trondheim (Noruega)    | Medalla de oro    | Relevo 4 × 10 km            |
| 1997               | Trondheim (Noruega)    | Medalla de plata  | 30 km                       |
| 1997               | Trondheim (Noruega)    | Medalla de bronce | 50 km                       |
| 1999               | Ramsau (Austria)       | Medalla de plata  | Relevo 4 × 10 km            |
| 1999               | Ramsau (Austria)       | Medalla de bronce | 30 km                       |